# أكيهيكو هوشيد
أكيهيكو هوشيد (بالإنجليزية Akihiko Hoshide)، (باليابانية星出彰彦)، ولد في 28 من دجنبر سنة 1968، هو مهندس ورائد فضاء ياباني ينتمي إلى منظمة بحوث الفضاء اليابانية.
في 30 من أغسطس سنة 2012، أصبح هوشيد أحد ثلاثة رواد الفضاء اليابانيين الذين ساروا في الفضاء الخارجي.

## التعليم
حصل على دبلوم البكالوريا الدولية من كلية العالم المتحد في جنوب شرق آسيا عام 1987، ودرجة البكالوريوس في الهندسة الميكانيكية من جامعة كيو سنة 1992، ودرجة الماجستير في العلوم الهندسية من كلية الطيران من جامعة هيوستن كولين فرع كلية الهندسة في سنة 1997.

## التجارب
في سنة 1992 انضم هوشيد إلى الوكالة الوطنية للتنمية الفضائية (ناسدا) في اليابان، قبل ان تندمج ضمن منظمة بحوث الفضاء اليابانية في 1 أكتوير، 2003.
في فبراير 1999 تم اختياره بواسطة وكالة ناسدا سابقا، (الآن جاكسا) منظمة بحوث الفضاء اليابانية، ليكون واحدا ضمن ثلاثة مرشحي رواد الفضاء اليابانيين في محطة الفضاء الدولية (ISS).
في ماي 2004 اختير من طرف وكالة ناسا ليكون ضمن فريق «مصلحة خدمات تنفيد البرنامج» (بالإنجليزية msp - mission services program)

## في الفضاء الخارجي

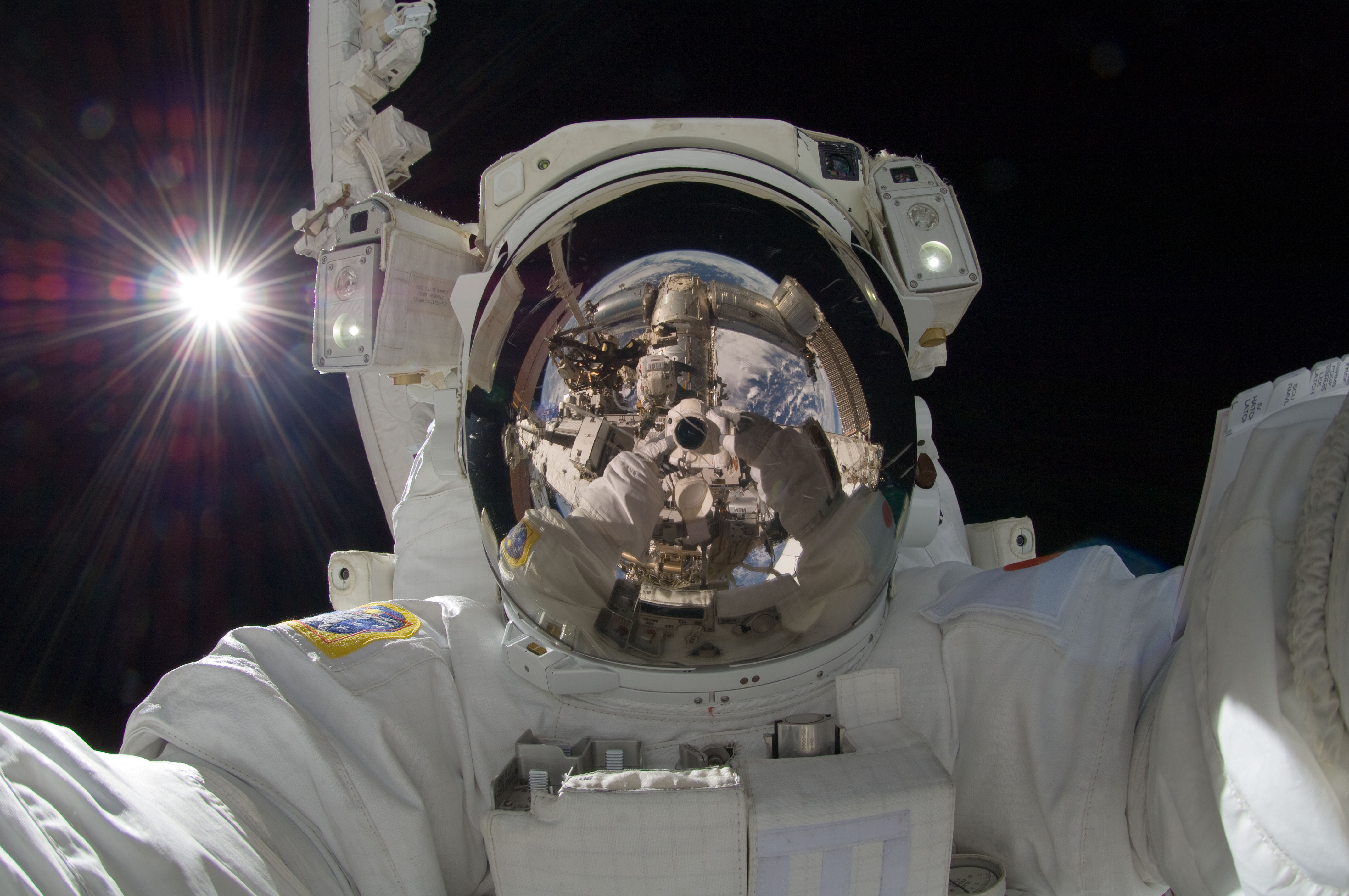
رائد الفضاء الياباني أكيهيكو هوشيد يلتقط سيلفي (الصورة الذاتية) في إحدى رحلاته ضمن محطة الفضاء الدولية في 5 سبتمبر 2012

- في سنة 2008 قضى هوشيد في رحلة ضمن البعثة الفضائية اس.ت.اس 124 (STS-124) ما مجموعه 13 يوما و و18 ساعة و13 دقيقة. حيث عادت المكوك الفضائي إلى الأرض في 14.06.2008.[4]
- في سنة 2012 كان هوشيد ضمن بعثة الرحلة «سويزTMA-05M» مع رواد فضاء ممثلين عن روسيا وكندا واليابان والولايات المتحدة الأمريكية، قضى خلالها ما مجموعة 126 يوما و 23ساعة 13دقيقة. كللت بالنجاح، كان مهمته في هذه الرحة الفضائية كمهندس الطيران الفضائي.[5]

وقد قضى هوشيد في مجموع رحلاته الفضائية إلى حدود بداية سنة 2013 ما مجموعه 140 يوما و17 ساعة 26 دقيقة.